# Southwark
Southwark (IPA: [ˈsʌðərk]) è un quartiere del borgo londinese omonimo di 30 119 abitanti, nella zona centrale di Londra. Situato a 2,4 km a sud-est di Charing Cross, forma una delle più antiche parti di Londra in quanto si trova sulla sponda opposta del Tamigi rispetto all'antica Londinium. Storicamente, Southwark formava un antico borgo della centena di Brixton nella contea del Surrey, composto da più parrocchie le quali, un po' per volta, finivano sotto l'influenza e la giurisdizione della Città di Londra.
Come gli altri quartieri dell'Inner London, Southwark ha subìto un rapido spopolamento durante la fine del XIX secolo e l'inizio del XX. Nel 1900 la metà orientale finì nel borgo metropolitano di Bermondsey che fu abolito nel 1965 riunificando il quartiere. Ad oggi, sta vivendo un importante lavoro di rigenerazione urbana e, dal 2002, ospita la sede dell'Autorità della Grande Londra presso il City Hall.

## Parrocchie
Le parrocchie che per secoli hanno composto il Borgo di Southwark erano:
- Southwark Christchurch
- Southwark San Salvatore (in gran parte coperta dalla Corte delle Prigioni, un'area sotto la diretta giurisdizione civile del vescovo)
  - all’inclusione nella metropoli londinese, le due suddette parrocchie vennero sottoposte al Distretto di San Salvatore
- Southwark San Giorgio (in piccola parte coperta dalla Corte della Zecca, un'area libera da giurisdizioni)
- Southwark San Giovanni
- Southwark Sant’Olaf
- Southwark San Tommaso
  - all’inclusione nella metropoli londinese, le tre suddette parrocchie vennero sottoposte al Distretto di Sant’Olaf